# Микулинский горизонт
Микулиниский горизонт II mk — региональное стратиграфическое подразделение четвертичной системы, соответствует 1 ступени верхнего неоплейстоцена III1 , термомер.
Первое из открытых межледниковий.  Открыто в середине XIX века. Карл Францевич Рулье в 1846 году выделил и описал озерные отложения со скелетом степного мамонта у села Троицкое55°46′38″ с. ш. 37°24′07″ в. д.. Позже отложения этого разреза изучались многими исследователями — Н.И. Криштафовичем(1889-93) , В.Н. Сукачевым (1910, 1928). А.П. Павлов и  Г.Ф. Мирчинк  относили эти отложения к последнему межледниковью, которое тогда называли рисс-вюрмским. Б.М. Данышин  в 1947 год предложил называть это межледниковье троицким.
А.И. Москвитин (1936) считал, что отложения Троицкого разреза перекрыты мореной и принадлежат более древнему (миндельрисскому - лихвинскому) межледниковью. Одним из оснований для этого послужила находка на бичевнике зуба трогонтериевого слона; предполагалось, что он принадлежал скелету, найденному К.Ф. Рулье. Поэтому в Москвитин  в 1950 году предложил называть рисс-вюрмское межледниковье микулинским (по разрезу у села Микулино Руднянского района Смоленской области, изученному А.В. Костюкевич-Тизенгаузеном в 1932 году. Это название и вошло во все последующие стратиграфические схемы. Позднее озёрные отложения Троицкого разреза были отнесены к микулинскому межледниковью, но название горизонта осталось прежним.
Соответствует эему Западной Европы, возраст отложений 113 ± 11 тыс. лет назад.
| Надраздел  | Раздел        | Звено       | Ступень | Горизонт      |
| ---------- | ------------- | ----------- | ------- | ------------- |
| Голоцен    |               | IV          |         | Шуваловский   |
| Плейстоцен | Неоплейстоцен | Верхнее III | III4    | Осташковский  |
|            |               |             | III3    | Ленинградский |
|            |               |             | III2    | Калининский   |
|            |               |             | III1    | Черменинский  |
|            |               |             | III1    | Микулинский   |
|            |               | Среднее II  | II6     | Московский    |
|            |               |             | II5     | Горкинский    |
|            |               |             | II4     | Вологодский   |
|            |               |             | II3     | Чекалинский   |
|            |               |             | II2     | Калужский     |
|            |               |             | II1     | Лихвинский    |
|            |               | Нижнее I    | I8      | Окский        |
|            |               |             | I7      | Икорецкий     |
|            |               |             | I6      | Навлинский    |
|            |               |             | I5      | Мучкапский    |
|            |               |             | I4      | Донской       |
|            |               |             | I3      | Моисеевский   |
|            |               |             | I2      | Сетунский     |
|            |               |             | I2      | Ильинский     |
|            |               |             | I1      | Покровский    |